# Willingham St Mary
Willingham St Mary is een civil parish in het bestuurlijke gebied East Suffolk, in het Engelse graafschap Suffolk met 155 inwoners.